# Tokyo Afterschool Summoners
Tokyo Afterschool Summoners (東京放課後サモナーズ, Tōkyō Hōkago Samonāzu), también conocido por el acrónimo Housamo (放サモ, derivado de Tōkyō Hōkago Samonāzu), es un videojuego de rol gratuito para Android e iOS. Está desarrollado por Lifewonders, una empresa de juegos móviles operada por el círculo dōjin Yojouhan-teki Seikatsu. Se destaca por ser uno de los primeros videojuegos LGBT creados y producidos comercialmente en Japón, y uno de los primeros juegos LGBT producidos comercialmente en utilizar ampliamente ilustraciones de manga gay (bara).

## Formato
Tokyo Afterschool Summoners es un videojuego de rol gratuito basado en cartas con batallas por turnos. Cada carta de personaje tiene un tipo de arma, así como un atributo elemental que determina sus fortalezas y debilidades frente a otras cartas en enfrentamientos al estilo piedra-papel-tijera. Las cartas ganan niveles y habilidades al acumular experiencia a través de las batallas; una vez que una carta alcanza su límite de nivel, se deben usar elementos especiales para desbloquear la carta para que pueda ganar más experiencia. El juego utiliza un sistema de afinidad en el que se aplican beneficios cuando las cartas de personajes que tienen una relación ("amor", "gusto", "disgusto" y "rival") se usan en batalla juntos. Las cartas se obtienen a través de misiones o mediante el sistema gacha del juego.

## Desarrollo
El juego se lanzó en la App Store para iOS el 2 de diciembre de 2016 y en Google Play para Android el 15 de diciembre de 2016. En marzo de 2018 se agregó soporte parcial para el juego en inglés, chino tradicional y chino simplificado.
Varios artistas de manga gay destacados, incluidos RybiOK, GomTang y naop, han diseñado personajes para el juego, lo que convierte a Tokyo Afterschool Summoners en uno de los primeros videojuegos producidos comercialmente en presentar ilustraciones de manga gay.

## Trama
El protagonista despierta en una versión de Tokio donde los "transeúntes" (seres sobrenaturales de la fantasía y la mitología) viven entre los humanos. En este mundo, tanto los humanos como los transeúntes utilizan artefactos misteriosos para luchar en duelos; los duelistas se organizan en gremios, que luchan por el control de los 23 barrios especiales de Tokio. El jugador controla al protagonista mientras forma su propio gremio, reúne compañeros e intenta descubrir cómo llegó a este mundo.

## Personajes

### Personajes principales
Protagonista
Seiyū: Kappei Yamaguchi / Naoko Matsui / Toshiyuki Hosaka / Fuji Aki / Toshimitsu Oda
El protagonista del juego. Su nombre, apariencia, voz e identidad de género son elegidos por el jugador y pueden cambiarse en cualquier momento.
Lil' Salomon (サロモンくん Salomon-kun?)
Seiyū: Kappei Yamaguchi
Un sátiro que sirve como familiar del héroe. Explica la mecánica del juego.
Shiro Motoori (本居 シロウ Motoori Shiro?)
Seiyū: Hiroki Gotō
El representante de la clase del protagonista. Amigo de la infancia de Kengo.
Ryota Yakushimaru (薬師丸 リョウタ Yakushimaru Ryota?)
Seiyū: Yoshihito Oomami
El protagonista y compañero de clase de Shiro. Tiene una personalidad relajada y jovial.
Kengo Takafushi (高伏 ケンゴ Takafushi Kengo?)
Seiyū: Yuhei Iwanaga
Un amigo de la infancia de Shiro, aunque su amistad se ha fracturado debido al ausentismo escolar de Kengo.
Toji Sakimori (崎守 トウジ Sakimori Toji?)
Seiyū: Koji Marunaka
Un aprendiz de kannushi y cazador de demonios.

### Personajes secundarios
Tokyo Afterschool Summoners cuenta con un extenso elenco secundario de más de cien personajes desbloqueables. A continuación, se incluye una lista parcial de personajes secundarios que tienen una gran importancia en la trama del juego o que tienen voces de seiyūs notables.
Aegir (エーギル)
Seiyū: Hisao Egawa
Un gigante transeúnte y cazador de tesoros.
Ahab (エイハブ)
Seiyū: Unshō Ishizuka
Un búfalo de agua antropomórfico transeúnte y ballenero.
Arslan (アルスラーン)
Seiyū: Kenichi Ogata
Un león antropomórfico transeúnte y luchador de aceite que es el guardián del gremio Aoyama.
Azazel (アザゼル)
Seiyū: Junya Inaba
Un caprino antropomórfico transeúnte y miembro del gremio Aoyama.
Benten (ベンテン)
Seiyū: Haruna Ikezawa
Una chica transitoria de secundaria e intérprete de biwa.
Choji (チョウジ)
Seiyū: Masato Yoshida
Un miembro del club de cocina de la escuela del protagonista que empuña el Apicius como artefacto.
Hakumen (ハクメン)
Seiyū: Yumiko Kobayashi
Un kitsune transitorio propietario de un casino en Tokio.
Horkeu Kamui (ホロケウカムイ)
Seiyū: Masato Yoshida
Un lobo antropomórfico de Hokkaido transitorio y miembro de los Ikebukuro Berserkers.
Kotaro (風間 コタロウ, Kazama Kotaro)
Seiyū: Orie Kimoto
Un niño genio y ninja que es compañero de clase del héroe.
Lucifuge (ルキフゲ)
Seiyū: Takashi Yonezawa
Un transeúnte y ejecutivo del sindicato criminal Roppongi Tycoons.
María (マ リ ア)
Seiyū: Orie Kimoto
Una monja que se desempeña como maestra interina del gremio Aoyama.
Moritaka (犬塚 モリタカ, Inuzuka Moritaka)
Seiyū: Kappei Yamaguchi
Un perro antropomórfico transitorio y compañero de clase del héroe.
Nyarlathotep (ニャルラトテプ)
Seiyū: Junya Inaba
Una hiena antropomórfica transitoria y DJ.
Ophion (オピオーン)
Seiyū: Jōji Nakata
Un dragón transitorio y ejecutivo de los Roppongi Tycoons.
Surtr (スルト)
Seiyū: Kenta Miyake
Un demonio gigante transitorio y miembro de los Ōtemachi Genociders.
Typhon (テ ュ ポ ー ン)
Seiyū: Wataru Takagi
Un tiburón antropomórfico transitorio y surfista.
Zabaniya (ザバーニーヤ)
Seiyū: Hiroaki Hirata
Un transeúnte y miembro del gremio Aoyma que se especializa en tortura.